# مارکو سانچز
مارکو سانچز (انگلیسی: Marco Sanchez؛ زادهٔ ۹ ژانویهٔ ۱۹۷۰) یک هنرپیشه اهل ایالات متحده آمریکا است. وی از سال ۱۹۹۰ میلادی تاکنون مشغول فعالیت بوده است.
او در مجموعه تلویزیونی در اعماق دریا بازی کرده است.